# Новара (провинция)
Новара (на италиански: Provincia di Novara) е провинция в Италия, в региона Пиемонт.
Площта ѝ е 1339 км², а населението – около 362 000 души (2007). Провинцията включва 87 общини, административен център е град Новара.

## Административно деление
Провинцията се състои от 87 общини:
- Новара
- Аграте Контурбия
- Амено
- Армено
- Арона
- Баренго
- Белинцаго Новарезе
- Биандрате
- Богоньо
- Бока
- Болцано Новарезе
- Борго Тичино
- Борголаведзаро
- Боргоманеро
- Брига Новарезе
- Бриона
- Ваприо д'Агоня
- Варало Помбия
- Весполате
- Виколунго
- Винцальо
- Галиате
- Гарбаня Новарезе
- Гаргало
- Гатико-Веруно
- Геме
- Гоцано
- Граноцо кон Монтичело
- Гриняско
- Дивиняно
- Дормелето
- Инворио
- Кавалието
- Кавалирио
- Кавальо д'Агоня
- Казалбелтраме
- Казалволоне
- Казаледжо Новара
- Казалино
- Калтиняга
- Камери
- Карпиняно Сезия
- Кастелацо Новарезе
- Кастелето сопра Тичино
- Колаца
- Коминяго
- Креса
- Куреджо
- Ландиона
- Леза
- Маджора
- Мандело Вита
- Марано Тичино
- Масино Висконти
- Медзомерико
- Мейна
- Миазино
- Момо
- Небиуно
- Нибиола
- Оледжо
- Оледжо Кастело
- Орта Сан Джулио
- Паруцаро
- Пела
- Петенаско
- Пизано
- Помбия
- Поньо
- Прато Сезия
- Речето
- Романяно Сезия
- Роментино
- Сан Маурицио д'Опальо
- Сан Надзаро Сезия
- Сан Пиеро Мозецо
- Сидзано
- Силавенго
- Содзаго
- Соризо
- Суно
- Тердобиате
- Торнако
- Трекате
- Фара Новарезе
- Фонтането д'Агоня
- Черано